# Club Atlético Argentino de Quilmes
El Club Atlético Argentino de Quilmes és un club de futbol argentí de la ciutat de Quilmes.

## Història
El club va ser fundat l'1 de desembre de 1899, com una reacció enfront l'hegemonia britànica al futbol argentí de finals se segle xix. Durant l'època del futbol amateur argentí jugà regularment a la Primera Divisió argentina. Els seus millors resultats foren dues terceres posicions els anys 1908 i 1913.
La seva darrera temporada a Primera fou el 1939, acabant el darrer amb els següents resultats:
| Jugats | Guanyats | Empatats | Perduts | Gols a favor | Gols en contra | Punts |
| ------ | -------- | -------- | ------- | ------------ | -------------- | ----- |
| 34     | 0        | 4        | 30      | 35           | 148            | 4     |

Aquesta puntuació és la més baixa d'un equip a Primera. Des d'aleshores el club passà 43 anys entre la segona i la tercera divisió. El 2005-06 baixà a la cinquena divisió (Primera D Metropolitana).

## Palmarès

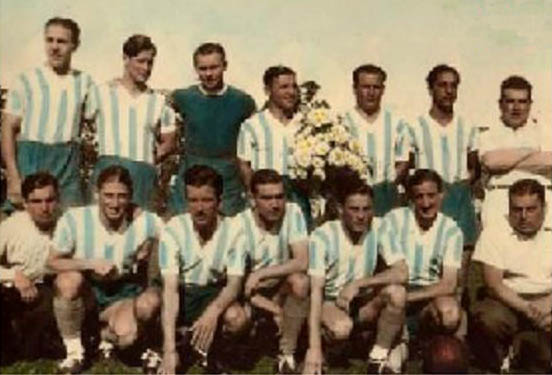
Argentino de Quilmes el 1938.

- Primera B: 1
  - 1938
- Primera Amateur: 1
  - 1945

- - 1988-89
- primera divisió D: 1
  - 2012-13